# Saddlestone
Saddlestone är en kulle i Antarktis. Den ligger i Västantarktis. Argentina, Chile och Storbritannien gör anspråk på området. Toppen på Saddlestone är 380 meter över havet.
Terrängen runt Saddlestone är kuperad. Trakten är glest befolkad. Närmaste befolkade plats är Esperanza Base, 4,0 kilometer norr om Saddlestone.